# Cimitero di Poblenou
Il cimitero di Poblenou è un cimitero che si trova nell'omonimo quartiere di Barcellona. 
Chiamato inizialmente Cementiri de l'Est, e successivamente Cementeri Vell (in italiano Cimitero vecchio) in contrapposizione al cimitero di Montjuïc, si trova in Avinguda d'Icària.
Il cimitero risale al 1775 e si trovava fuori dalle mura della città ma venne distrutto dalle truppe napoleoniche nel 1813. Successivamente ricostruito dall'architetto italiano Antonio Ginesi sul modello del cimitero di Pisa, fu riconsacrato dal vescovo di Barcellona Pau de Sitjar i Ruata il 15 aprile 1819.
Il cimitero è costituito da due grandi sezioni: una parte anteriore con loculi sepolcrali di uguale grandezza e una parte posteriore in cui si trovano monumenti individuali e mausolei realizzati secondo il gusto estetico dell'epoca.
Il cimitero è ricco di opere artistiche tanto da venir considerato un museo all'aria aperta grazie ai lavori degli scultori Venanci e Agapit Vallmitjana, Josep Reynés, Manuel Fuxà e Rosend Nobas e degli architetti Josep Oriol Mestres, Josep Fontserè, Elias Rogent, Josep Vilaseca, Francisco de Paula del Villar o Enric Sagnier.

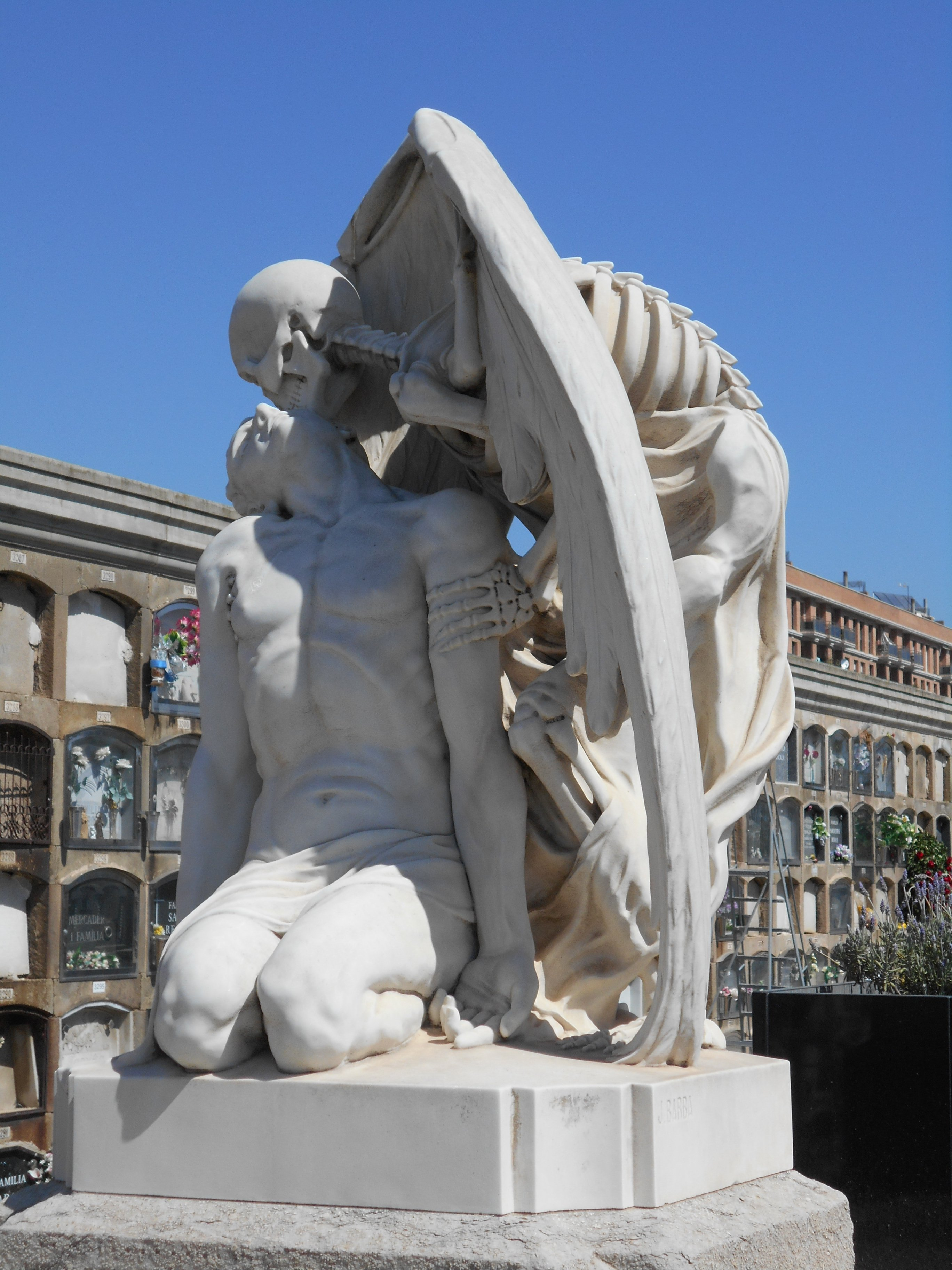
Il bacio della morte (1930)

La scultura più nota del cimitero si trova sopra la tomba di Josep Llaudet Soler ed è conosciuta come Il bacio della morte e raffigura uno scheletro alato che bacia la guancia del corpo apparentemente senza vita di un giovane. Sulla base è inciso il nome dell'artista Jaume Barba.

## Sepolture illustri
- Eusebi Güell, imprenditore
- Josep Llimona, scultore
- Miguel Llobet, chitarrista classico
- Antonio de Capmany y de Montpalau, filosofo
- Ramon Reventós i Farrarons, architetto
- Antonio Ginesi, architetto
- Narcís Oller, scrittore
- Jordi Sabater i Pi, ecologo e primatologo
- Lola Anglada, illustratrice
- José Luis de Vilallonga, scrittore, attore e aristocratico
- Carlo Ortelli Dotti, fabbricante di giocattoli di piombo
- Josep Fusté, calciatore.